# Longueville-sur-Scie

Longueville-sur-Scie este o comună în departamentul Seine-Maritime, Franța. În 1 ianuarie 2022 avea o populație de 908 de locuitori.